# Damir Keretic
Damir Keretic (auch Keretić; * 26. März 1960 in Zagreb, SR Kroatien, Jugoslawien) ist ein ehemaliger jugoslawisch-deutscher Tennisspieler.

## Leben und Karriere
1978 war Keretic bei drei Grand-Slam-Turnieren der Junioren auf der ITF Junior Tour aktiv. Dreimal erreichte er die zweite Runde.
1979 begann er seine Profikarriere. 1982 erreichte Keretic das Achtelfinale der Australian Open. Er gehörte 1983 der deutschen Davis-Cup-Mannschaft an und gewann vier seiner sechs Einzelpartien. 1986 gelang es ihm bei den French Open erneut ins Achtelfinale eines Grand-Slam-Turniers vorzustoßen. 1989 beendete Damir Keretic seine Spielerlaufbahn. Seine beste Platzierung in der Tennisweltrangliste erreichte er am 7. Februar 1983 mit dem 58. Rang.
Nach seiner Spielerkarriere war Keretic zunächst als Klientenmanager für die IMG tätig, wo er unter anderem als Martina Hingis und Tommy Haas betreute. Keretic wurde Leiter der deutschen IMG-Filiale. Er war 1999 Mitgründer einer Kommunikationsagentur in Hamburg und wurde Geschäftsführer des Unternehmens.
Damir Keretic ist verheiratet und hat zwei Kinder.

## Erfolge
| Legende                                               |
| Grand Slam                                            |
| Tennis Masters Cup                                    |
| ATP Masters Series                                    |
| ATP Championship Series ATP International Series Gold |
| ATP World Series ATP International Series             |
| ATP Challenger Series (2)                             |

### Einzel

#### Turniersiege
| Nr. | Datum        | Turnier | Belag | Finalgegner      | Ergebnis      |
| --- | ------------ | ------- | ----- | ---------------- | ------------- |
| 1.  | 1. Juni 1981 | Neapel  | Sand  | Gustavo Guerrero | 4:6, 6:2, 6:2 |

### Doppel

#### Turniersiege
| Nr. | Datum       | Turnier  | Belag | Doppelpartner | Finalgegner                           | Ergebnis |
| --- | ----------- | -------- | ----- | ------------- | ------------------------------------- | -------- |
| 1.  | 5. Mai 1988 | Salzburg | Sand  | Diego Pérez   | Jean-Philippe Fleurian Andreas Maurer | 6:2, 6:4 |